# Shigeru Miki
Shigeru Miki (1901-1974) fue un botánico, paleontólogo, profesor japonés, que desarrolló sus actividades académicas en la Universidad de la Ciudad de Osaka, específicamente en su Jardín Botánico. Entre sus logros de investigación taxonómica, se incluye el descubrimiento del género fósil Metasequoia Miki 1941

## Eponimia
- (Caryophyllaceae) Dianthus × mikii Reichardt[3]
- (Hydrocharitaceae) Halophila mikii J.Kuo[4]
- (Piperaceae) Piper mikii M.Hiroe[5]
- (Poaceae) Dimeria mikii Honda[6]